# Банах, Эд
Эдвард Джозеф «Эд» Банах (англ. Edward Joseph "Ed" Banach; род. 6 февраля 1960, Ньютон, Нью-Джерси) — американский борец вольного стиля, чемпион Олимпийских игр, призёр розыгрыша Кубка мира, трёхкратный чемпион США по вольной борьбе по версии NCCA (1980, 1981, 1983), четырёхкратный чемпион США по версии NCCA All-American. Брат-близнец Лу Банаха, также олимпийского чемпиона по борьбе.

## Биография
Родился в Ньютоне, штат Нью-Джерси, но в возрасте двух лет был усыновлён и переехал вместе с приёмными родителями в Порт-Джервис, штат Нью-Йорк. Вместе с братом-близнецом Лу и старшим братом Стивом, под впечатлением от побед Дэна Гейбла и братьев Петерсонов на Олимпийских играх 1972 года, начал заниматься борьбой. В 1977 году завоевал титул чемпиона штата. В 1979 году поступил в университет Айовы, где начал тренироваться под руководством Дэна Гейбла. В 1980 году одержал первую победу на чемпионате страны по версии NCCA. В 1983 году поехал на чемпионат мира в Киев, но остался лишь седьмым. В 1984 году в финале розыгрыша Кубка мира уступил Санасару Оганисяну и остался вторым.
На Летних Олимпийских играх 1984 года в Лос-Анджелесе боролся в категории до 90 килограммов (полутяжёлый вес). Участники турнира, числом в 16 человек в категории, были разделены на две группы. За победу в схватках присуждались баллы, от 4 баллов за чистую победу и 0 баллов за чистое поражение. Когда в каждой группе определялись три борца с наибольшими баллами (борьба проходила по системе с выбыванием после двух поражений), они разыгрывали между собой места в группе. Затем победители групп встречались в схватке за первое-второе места, занявшие второе место — за третье-четвёртое места, занявшие третье место — за пятое-шестое места. Эд Банах уверенно победил всех соперников и стал чемпионом олимпийских игр.
| Круг                           | Соперник     | Страна   | Результат | Основание                                 | Время схватки |
| ------------------------------ | ------------ | -------- | --------- | ----------------------------------------- | ------------- |
| 1                              | Эдвин Линс   | Австрия  | Победа    | 15-2 (4 балла)                            | 3:42          |
| 2                              | Исмаил Темиз | Турция   | Победа    | 11-0 (3,5 балла)                          |               |
| 3                              | Кларк Дэвис  | Канада   | Победа    | 11-2 (3,5 балла)                          |               |
| 4                              | Абдул Маджид | Пакистан | Победа    | Туше (4 балла)                            | 0:48          |
| Финал в группе «А» (встреча 1) | Исмаил Темиз | Турция   | Победа    | Зачёт предварительной встречи (3,5 балла) |               |
| Финал в группе «А» (встреча 2) | Кларк Дэвис  | Канада   | Победа    | Зачёт предварительной встречи (3,5 балла) |               |
| Финал                          | Акира Ота    | Япония   | Победа    | 15-3 (4 балла)                            | 4:02          |

В 1984 году прекратил карьеру, работал помощником тренера в Университете Айовы. На настоящий момент работает в администрации спортивного отдела этого же университета.
Член Национального зала славы борьбы США (1993).